# Ирранна

Ирранна ( இர்ரன்னா ), рахара мэй (ரகர மெய்), рахара отры (ரகர ஒற்று)  — 25-я буква тамильского алфавита, обозначает альвеолярный дрожащий согласный, обычно одноударный и близкий к русскому произношению буквы «Р». По тамильской классификации согласных относится к группе Идаийинам (இடையினம்) и может быть противопоставлена многоударной итранне — ற்.
Уйирмэййелутты: ர , ரா , ரி , ரீ , ரு , ரூ , ரெ , ரே , ரை , ரொ , ரோ , ரௌ 

## Грамматика (илакканам)
- Суффикс -ர் — показатель множественного числа существительных.